# 아델 사파르
아델 사파르(Adel Safar, 1953년 ~)는 시리아의 정치인으로, 2011년부터 2012년까지 시리아의 총리를 지냈다. 총리를 맡기 이전에는 2003년부터 2011년까지 시리아의 농업토지개혁 장관을 지냈다.